# Langues cholonanes
Les langues cholonanes sont une famille de langues amérindiennes d'Amérique du Sud, parlées dans le Nord-Ouest de l'Amazonie, au Pérou.

Les deux langues de la famille sont éteintes.

## Classification
- Le cholón
- L'hibito